# Lucie Jeanne
Pour les articles homonymes, voir Jeanne.
 (avril 2017).
Si vous disposez d'ouvrages ou d'articles de référence ou si vous connaissez des sites web de qualité traitant du thème abordé ici, merci de compléter l'article en donnant les références utiles à sa vérifiabilité et en les liant à la section « Notes et références ».
Lucie Jeanne est une actrice française, née le 13 mars 1976 à Paris.

## Biographie
Elle commence le théâtre à 16 ans et prend des cours dans une école nationale de danse, musique et art dramatique pendant quatre ans. Après un baccalauréat littéraire, elle s'inscrit en faculté de lettres modernes et obtient sa licence.
En parallèle de cela, elle tourne dans des publicités et des courts métrages, ainsi que dans de nombreux films et séries, dont Sous le soleil ou encore Central Nuit.

## Filmographie

### Cinéma

#### Courts métrages
- 2000 : Triste à mourir : Nath
- 2003 : L'Homme sans tête de Juan Diego Solanas : le jeune visage de la cliente
- 2012 : Le Robot des étoiles de Jérôme Debusschère

#### Longs métrages
- 2000 : Jean et Monsieur Alfred de F. Dubreuil : Secrétaire 2
- 2001 : Une mort pour une vie de Benoît d'Aubert : Sonia Sergent
- 2003 : Quand je vois le soleil de Jacques Cortal : Marie-Ange
- 2004 : Deux Frères de Jean-Jacques Annaud : Isabelle Coutier

### Télévision

#### Téléfilms
- 2003 : Ne meurs pas de José Pinheiro : Christelle Dalembert
- 2006 : Hé M'sieur de Patrick Volson : Patricia
- 2009 : Jamais 2 sans 3 d'Eric Summer : Angèle
- 2013 : La Disparue du Pyla de Didier Albert : Angèle Colombani
- 2015 : Meurtres à La Rochelle d'Étienne Dhaene : Adèle Fabian
- 2021 : Pour te retrouver de Bruno Garcia : Maman de Zoé

#### Séries télévisées
- 1998 : Les Vacances de l'amour (saison 3)
- 1999 - 2001 : Sous le soleil : Victoria Morel
- 2000 : Les Bœuf-carottes (saison 1, épisode 7 : La Fée du logis) : Laëtitia Souvillon
- 2000 : Sydney Fox, l'aventurière (Relic Hunter) (saison 1, épisode 22 : Souvenirs de Montmartre) : Roselyn
- 2000 : Le Grand Patron (saison 1, épisode 1 : L'Esprit de famille) : Caroline Salmon
- 2001 : Frères d'armes (Band of Brothers) (saison 1, épisode 6 : Bastogne) : Renée Lemaire
- 2001 : Largo Winch (saison 1, épisode 10 : La Cible) : Carin Messalti
- 2001 - 2008 : Central Nuit (série TV) : Blanche
- 2002 : L'Été rouge (mini-série) : Audrey De Graf
- 2002 : Vertiges
- (épisode : Mauvais présage) : Mathilde
- (épisode : Une mort pour une vie) : Sonia Sergent
  - (épisode : Hautes fréquences) : Zoé
- 2003 : Joséphine, ange gardien (saison 7, épisode 4 : Sens dessus dessous) : Pauline
- 2004 : Femmes de loi (saison 3, épisode 3 : Protection rapprochée) : Clara Vérone
- 2004 - 2006 : Premier Secours (saison 1, épisode 1 + saison 2, épisode 1) : Capitaine Jeanne Delerme
- 2004 : Les Cordier, juge et flic (saison 10, épisode 4 : Raison d'état) : Sarah Neubourg
- 2005 : Fargas (saison 1, épisode 4 : Fashion Victime) : Irène Calabrese
- 2005 : Le Détective : Contre-enquête de Dennis Berry : Tina
- 2009 : RIS police scientifique (saison 4, épisode 11 : Nuit blanche) : Léa Buirjol
- 2010 : Section de recherches de Gérard Marx (saison 4, épisode 10 : Randonnée mortelle) : Julie Lagnier
- 2011 : Commissaire Magellan (saison 3, épisode 6 : Un instant d'égarement) : Roxane Courtieux
- 2012 : Joséphine, ange gardien  (saison 13, épisode 3 : Suivez le guide) : Fabricia
- 2012 : Week-end chez les toquées  (saison 1, épisode 4 : Une cigogne à la grenouille) : Adriana
- 2013 : Profilage (saison 4, épisode 2 : Panique) : Sabrina Frontel
- 2013 : La Croisière (saison 1, épisode 1 : Vive la mariée) : Amandine
- 2014 : Alice Nevers : Le juge est une femme (saison 12, épisode 5 : Enquête d'identité) : Pia Besse
- 2015 : Commissaire Magellan (saison 7, épisode 17 : Mort aux enchères) : Charlotte Neuville
- 2016 : Nina (saison 2, épisode 6 : Sous le choc) : Julie
- 2016 : Camping Paradis (saison 8, épisode 3 : Mystère au camping) : Maud
- 2020 : Cassandre, (saison 5, épisode 1 : Temps mort) : Sandra Audemont

## Théâtre
- 2008 : Le Jeu de la vérité de et mise en scène Philippe Lellouche, Le Palace (Avignon)
- 2009 : Le Siècle sera féminin ou ne sera pas de et mise en scène Dominique Coubes, théâtre du Gymnase
- 2019-2020 : L'Invitation de Hadrien Raccah, mise en scène Philippe Lellouche, Théâtre de la Madeleine : Catherine
- 2022 : L'Invitation de Hadrien Raccah, mise en scène Philippe Lellouche, théâtre des Bouffes-Parisiens